# Eo
Eo hay vòng 2 là một phần của bụng giữa ngực và hông. Đối với những người có thân hình mảnh mai, eo là phần hẹp nhất của thân.
Kích thước vòng eo (chu vi eo) là một chỉ số đo bụng béo phì. Mỡ thừa ở bụng là một yếu tố dẫn đến nguy cơ phát triển bệnh tim và các bệnh liên quan đến béo phì khác. Một nghiên cứu được công bố trên Tạp chí Tim mạch Châu Âu (European Heart Journal) tháng 4 năm 2007 cho thấy chu vi vòng eo và tỷ lệ eo-hông (được định nghĩa là chu vi vòng eo chia cho chu vi hông) là những yếu tố dự báo các biến cố tim mạch. National Heart, Lung, and Blood Institute (NHLBI) phân loại nguy cơ mắc các bệnh liên quan đến béo phì sẽ ở mức cao nếu nam giới có vòng bụng lớn hơn 102 cm (40 in) và phụ nữ có vòng bụng lớn hơn 88 cm (35 in). Hơn nữa, liệu chu vi vòng eo hay chỉ số BMI có phải là một yếu tố dự báo tốt hơn về các cảnh báo có hại cho sức khỏe hay không vẫn còn gây tranh cãi. Ví dụ, những người nâng tạ có thể có chỉ số BMI cao nhưng lại có nguy cơ mắc các nguy cơ tim mạch tương đối thấp. Đối với những người này, vòng eo có thể là một chỉ số tốt hơn về sức khỏe tổng thể. Nghiên cứu gần đây đã chỉ ra rằng vòng eo có thể được dự đoán chức năng não, do đó nắm bắt được sinh lý thần kinh của bệnh béo phì.
Vòng eo thường được đo ở chu vi nhỏ nhất của vòng eo tự nhiên, thường là ngay trên rốn. Trong trường hợp eo lồi chứ không lõm, như trường hợp khi đang mang thai và béo phì, eo có thể được đo thẳng đứng trên rốn 1 inch.
Chu vi vòng eo được đo ở mức giữa xương sườn thấp nhất có thể sờ thấy và đỉnh xương hông, tương ứng thường là 60% và 64% tổng chiều cao.